# کاراپله کالویزیو
کاراپله کالویزیو (به ایتالیایی: Carapelle Calvisio) یک کومونه در ایتالیا است که در استان لاکویلا واقع شده‌است.

## خصوصیات
کاراپله کالویزیو ۱۴٫۳۹ کیلومترمربع مساحت و ۹۴ نفر جمعیت دارد و ۹۱۰ متر بالاتر از سطح دریا واقع شده‌است.